# Боемия (бира)
Боемия (на испански: Bohemia) е марка мексиканска бира, в стил лагер, която се произвежда от мексиканската пивоварна „Сервесерия Куатемок Моктесума“ (Cervecería Cuauhtémoc Moctezuma), собственост на „Хайнекен“.
„Боемия“ се произвежда от 1905 г. Името на бирата идва от името на областта Бохемия в Чехия. До 1958 г. „Боемия“ се бутилира в безцветни стъклени бутилки, от 1958 г. и до днес се предлага на пазара в кафяви стъклени бутилки.
„Боемия“ се произвежда в три разновидности:
- Боемия класика (Bohemia clásica) – светла бира в стил американски стандартен лагер с алкохолно съдържание 5,3 %, със светлозлатист цвят и богат хармоничен вкус и аромат на хмел и цитрусови плодове.
- Боемия обскура (Bohemia obscura) – тъмна бира в стил виенски лагер, с алкохолно съдържание 5,5 %, с кехлибареночервен цвят, вкус на карамел и печен малц, и аромат на карамел, кафе, стафиди, ядки и ванилия.
- Боемия Вайцен (Bohemia Weizen) – светла пшенична вайс бира, в стил германски кристалвайцен, с алкохолно съдържание 5,7 %, със златистожълт цвят, свеж плодов вкус и аромат на хмел, кориандър и портокалови кори.